# Unione Sportiva Livorno 1915 2024-2025
Questa voce raccoglie le informazioni riguardo all'Unione Sportiva Livorno 1915 nelle competizioni ufficiali della stagione 2024-2025.

## Stagione
In questa stagione il Livorno disputa il suo decimo campionato in quarta serie, dei quali il terzo consecutivo in Serie D.
Dopo il quinto posto della stagione 2022/2023 e il quarto posto dell'annata successiva, il 6 giugno 2024 il club amaranto mette sotto contratto Paolo Indiani per centrare l'obiettivo promozione dopo tre anni di assenza dai professionisti. Il campionato si apre con il successo in rimonta contro lo Sporting Club Trestina firmato dalle reti di Andrea Luci e Federico Dionisi (2-1), e con il pareggio esterno sul campo del Follonica Gavorrano nel recupero della prima giornata. Il 29 settembre gli amaranto superano il Grosseto con un sonoro 5-2 dopo aver chiuso la prima frazione sotto di due reti, seguono il pareggio a occhiali di Tavarnelle Val di Pesa e quattro successi consecutivi tra il 13 e il 27 ottobre contro Ostiamare, Siena, Aquila Montevarchi e Orvietana; una settimana più tardi, il 3 novembre, è però il Ghiviborgo dell'ex Tommaso Bellazzini a infliggere ai ragazzi di mister Indiani il primo ko stagionale: Dionisi firma il vantaggio livornese, Nottoli e la tripletta di Gori ribaltano il risultato nella ripresa. Il girone di andata si conclude con il Livorno che chiude davanti a tutti e con un margine di cinque punti sul Grosseto.
A gennaio gli amaranto conquistano dieci dei dodici punti a disposizione battendo il Follonica Gavorrano (5-0), lo Sporting Trestina (1-0) e la Fezzanese (5-3) impattando nel derby di Grosseto (0-0); arrivano altre cinque vittorie di fila ma il 9 marzo è ancora una volta il Ghiviborgo a stoppare la corsa dei labronici con un eloquente 7-1, la settimana seguente il Poggibonsi fa festa al Picchi grazie alla rete di Leonardo Bellini (1-0) ma è sul campo del Seravezza Pozzi che Russo e compagni mettono una serie ipoteca sulla vittoria del campionato: basta infatti il pareggio di Terranuova Bracciolini (1-1) per regalare al Livorno la matematica certezza della promozione in Serie C con ben quattro giornate di anticipo.
In Coppa Italia Serie D il cammino degli amaranto comincia il 24 agosto con il rotondo 3-0 rifilato allo Zenith Prato e prosegue con il medesimo risultato servito al Grosseto nel primo turno; il 6 novembre la doppietta di Russo e la rete di Arcuri stendono il Ghiviborgo, due settimane arriva un altro successo grazie alle reti di Luci, Regoli e Rossetti nell'impegno casalingo contro il Seravezza Pozzi. Tocca poi al Follonica Gavorrano, superato a domicilio dagli undici metri, sembra il prologo a un successo annunciato ma ai quarti il Guidonia Montecelio viola il Picchi e ferma la corsa del Livorno.

## Organigramma societario
Dal sito internet ufficiale della società.
Area direttiva
- Presidente: Joel Esciua
- Presidente onorario: Enrico Fernandez Affricano
- Direttore generale: Vittorio Mosseri
- Direttore sportivo: Egidio Bicchierai
- Segretario generale: Massimiliano Casali
- Segretario generale: Luca Mazzoni
- Responsabile area comunicazione, Social Media Manager: Giulia Bellaveglia
- Responsabile marketing: Maurizio Laudicino
- Responsabile area tecnica: Alessandro Doga
- Responsabile area logistica: Marco Marchetti
- Magazzinieri: Vito Bello, Massimiliano Lucignano

Staff tecnico
- Allenatore: Paolo Indiani
- Vice allenatore: Niccolò Pascali
- Collaboratore allenatore: Mauro Mugnaini
- Preparatore dei portieri: Riccardo Di Pisello
- Collaboratore prep. portieri: Giacomo Milanesi
- Preparatore atletico: Manuel Sinatti
- Match analyst: Lorenzo Nannizzi
- Team Manager: Matteo Putrignano

Area medica
- Medici sociali: Giorgio Luperini, Massimo Celleri
- Massaggiatore: Ivo Cavallini e Paolo Raffaelli
- Nutrizionista: Ilaria Bientinesi
- Mental coach: Mauro Martelli